# Аркесілай IV
Аркесілай IV (*Ἀρκεσίλαος, д/н —440 до н. е.) — давньогрецький цар Кирени у 465–440 роках до н. е.

## Життєпис
Походив з династії Баттіадів. Син Батта IV, царя Кирени. Про молоді роки немає відомостей. У 465 році до н. е., після смерті батька, успадкував трон. У 462 році до н. е. переміг на колісницях у Піфійських іграх (тоді ж стали відома порода лівійських коней). Його успіху уславив Піндар у 4 та 5 Піфійських одах.
У внутрішній політиці цар дотримувався економічної політики попередника. Водночас намагався ще більше розширити свою владу. Невдоволених відправляв у заслання або наказував страчувати. Конфлікт між царем та громадянами посилювався. Водночас Перська імперія не могла тоді надати Аркесілаю IV значної допомоги, бо були послаблені внаслідок поразок у греко-перських війнах. В результаті повстання цар разом із сином Баттом вимушений був тікати до міста Евесперіди, проте й тут він не мав підтримки. Зрештою Аркесілая IV та його сина Батта було схоплено та вбито. Династія Баттіатів — володарів Киренаїки припинилася.